# Tractus (zenuwstelsel)
Een tractus is een deel van het centrale zenuwstelsel. Het is een bundel van gemyeliniseerde axonen binnen het centrale zenuwstelsel.
Er zijn verschillende soorten tractussen:
- ascenderende = opstijgende banen
- descenderende = afdalende banen
- korte banen in het ruggenmerg
- associatiebanen in de grote hersenen
- commisuren in de grote hersenen

In het perifere zenuwstelsel wordt een bundel axonen een zenuw genoemd.